# Elisabeth Thorsell
Elisabeth Thorsell, född den 15 augusti 1945 som dotter till bergsingenjör Sven Dalhammar och Brita Nathorst, är författare, professionell genealog och veteran inom den svenska släktforskarrörelsen.

## Uppdrag inom släktforskarrörelsen
Thorsell började släktforska 1975 och kom igång på allvar med detta i slutet av 1970-talet. Hon uppger i en intervju 2007: ”Det var min mormor Elisabeth Nathorst och hennes berättelser som gjorde mig intresserad av gamla tider och människoöden [...] Även min far Sven Dalhammar gjorde mig intresserad av släkten.” Thorsell blev 1980 kassör och därefter (1984) ordförande i Östgöta Genealogiska Förening. Efter att vid årsskiftet 1984–1985 ha flyttat med familjen från Linköping till Stockholm blev hon 1985 sekreterare i Genealogiska Föreningen – Riksförening för släktforskning. Hon var medlem i valberedningen inför bildandet av Sveriges Släktforskarförbund, i vars första styrelse hon ingick, och 1986–1996 var hon förbundets sekreterare. Åren 1992–2001 var Thorsell redaktör för släktforskningsmagasinet Släkthistoriskt forum. Mellan januari 2004 och 2018 var hon redaktör för kvartalstidskriften Swedish American Genealogist, utgiven av Swenson Swedish Immigration Research Center (Swenson Center) i Rock Island, Illinois. 1987–2000 var hon redaktör för Svenska släktkalendern. Hon ger alltsedan 2002 ut det elektroniska, genealogiska magasinet Vi släktforskare. Sedan 2007 är hon även ordförande i Svenska Genealogiska Samfundet. Hon var 2013–2014 medlem av redaktionsrådet för det finska släktforskarmagasinet Genos, utgivet av Genealogiska Samfundet i Finland. Som professionell genealog har hon sedan 1975 arbetat med släktforskning på uppdrag av främst amerikanare med svenskanknytning.

## Publikationer
Thorsell har skrivit ett större antal artiklar och självständiga publikationer, från metodinriktade verk till utredningar av specifika släkter samt personhistoriskt inriktade studier. Bibliotekskatalogen Libris upptar (i juli 2014) hela 205 publikationer till vilka hon medverkat som enskild författare, som medförfattare eller som redaktör. Artiklarna ingår huvudsakligen i Släkthistoriskt Forum, Släktforskarnas årsbok och Släkt och Hävd. Hennes skrifter omspänner ett brett fält av ämnen, med emigrantforskning – med särskild inriktning på svenska emigranter till USA – som specialitet. Hennes handbok Släktforskning – vägen till din egen historia har getts ut i flera upplagor, senast i utökad version sommaren 2014.

## Utmärkelser
Elisabeth Thorsell mottog 1994 hedersbetygelsen att utses till forskarmedlem i Genealogiska Samfundet i Finland. 2006 tilldelade Sveriges Släktforskarförbund henne Victor Örnbergs hederspris för hennes mångåriga insatser för släktforskningen och hennes författarskap; priset delas årligen ut till en person som gjort stora insatser för släktforskningen. Samma år tilldelades hon "The Award of Merit" av the Swedish Council of America - "in recognition of outstanding contributions and as an expression of gratitude for the many years of promoting and preserving the Swedish heritage". 2018 tilldelades hon Hans Järtas Medalj ”För insatser till arkivens gagn” av Riksarkivet, utdelad av Karin Åström Iko, Riksarkivarie.